# 花月川
花月川（かげつがわ）は、筑後川水系の支流で、大分県日田市を流れる一級河川である。

## 地理
日田市北部の国見山（標高860m）と大将陣山（標高909.8m）の間に源を発し、最初南流し、日田市の市街地に入ると次第に西に向きを変えて、月隈山や豆田町の間を流れ、三隈川（筑後川本流の上流部）に注ぐ。

## 水害

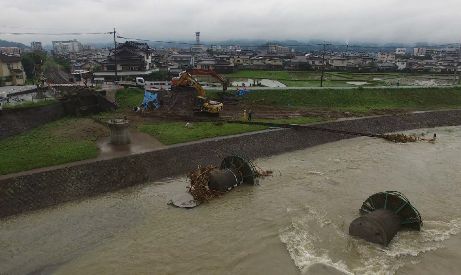
九州豪雨により崩壊したJR久大本線の鉄橋（2017年7月7日）

2012年7月3日の平成24年梅雨前線豪雨では、堤防が5か所で決壊して氾濫し、日田市内の7,285世帯、20,172人に避難指示が出た。同年7月11日から7月14日にかけての平成24年7月九州北部豪雨でも氾濫し、約5千世帯、約1万4千人に避難指示が出た。2017年7月の豪雨災害では、花月川にかかるJR久大本線の橋梁が流出した。

## 流域の自治体
- 大分県
  - 日田市

## 主な支流
- 小野川
- 有田川

## 並行する交通

### 道路
- 国道212号
- 大分県道・熊本県道9号日田鹿本線
- 大分県道720号日田山国線